# Пшидроже-Велике
Пшидроже-Велике (пол. Przydroże Wielkie, нім. Groß Schnellendorf) — село в Польщі, у гміні Корфантув Ниського повіту Опольського воєводства.
Населення — 149 осіб (2011).

## Демографія
Демографічна структура станом на 31 березня 2011 року:
|          | Загалом | Допрацездатний вік | Працездатний вік | Постпрацездатний вік |
| -------- | ------- | ------------------ | ---------------- | -------------------- |
| Чоловіки | 74      | 19                 | 47               | 8                    |
| Жінки    | 75      | 18                 | 41               | 16                   |
| Разом    | 149     | 37                 | 88               | 24                   |